# 王子凤
王子凤（1997年9月12日—），河南驻马店人，中国女子赛艇运动员。她曾代表中国参加2020年夏季奥林匹克运动会赛艇比赛，获得八人单桨有舵手铜牌。